# Падорин, Юрий Иванович
|связи =
|в отставке =
}}
Юрий Иванович Падо́рин (17 августа 1926, г. Петрозаводск, Автономная Карельская ССР — 2 мая 1980, Североморск, Мурманская область) — советский военнослужащий-подводник, политработник, начальник Политического управления Северного флота (1976—1980), Герой Советского Союза (25.05.1976). Вице-адмирал (31.10.1978).

## Биография
Родился в Петрозаводске. Детство прошло в Ленинграде, где окончил среднюю школу.
Участник Великой Отечественной войны. В июле 1943 года в блокадном Ленинграде вступил добровольцем на службу в Военно-Морской Флот СССР, в 1944 году окончил школу связи Учебного отряда Балтийского флота в Кронштадте. С апреля служил гидроакустиком на противолодочных катерах 4-го и 11-го дивизионов сторожевых катеров Кронштадтского оборонительного района Балтийского флота, награждён медалью Нахимова. В апреле 1946 года переведён в Либавскую военно-морскую базу Юго-Балтийского флота и назначен секретарём комсомольской организации дивизиона малых охотников. В 1948 году направлен учиться.
В 1951 году окончил военно-морское политическое училище имени А. А. Жданова в «Ленинграде. С сентября 1951 года вновь служил в Кронштадте: секретарь комсомольской организации спасательного судна Волхов» 85-й бригады учебных кораблей и 28-й дивизии учебных кораблей, с декабря 1952 по 1954 — старший инструктор отделения по работе среди комсомольцев политотдела Кронштадтской военно-морской крепости, убыл а академию.
Окончил в 1958 году Военно-политическую академию имени В. И. Ленина и был направлен на Северный флот, служил заместителем командира по политической части атомной подводной лодки «К-40», с 1963 — начальник политотдела — заместитель командира по политчасти 303-й отдельной бригады ремонтирующихся подводных лодок флота, с сентября 1966 — первым заместителем начальника политического отдела 1-й флотилии подводных лодок Северного флота. С 1967 года работал в аппарате ЦК КПСС, оставаясь в кадрах ВМФ. С июля 1973 года — первый заместитель начальника политического управления Краснознамённого Северного флота. В 1975 году окончил Академические курсы при Военно-политической академии имени В.И. Ленина. Контр-адмирал (25.04.1975).
В 1976 году в качестве старшего политработника группы кораблей принимал участие в длительном походе атомного ракетного подводного крейсера стратегического назначения «К-171» и торпедной атомной подводной лодки «К-469» с Северного на Тихоокеанский флот южным морским путём, через три океана без всплытия.
За успешное выполнение заданий командования и проявленные при этом мужество и отвагу указом Президиума Верховного Совета СССР от 25 мая 1976 года Ю. И. Падорину было присвоено звание Героя Советского Союза с вручением ордена Ленина и медали «Золотая Звезда».
В июле 1976 года был назначен членом Военного совета — начальником Политического управления Северного флота.
В феврале 1980 года был избран депутатом 10-го созыва Верховного Совета РСФСР.
Скоропостижно скончался на службе 2 мая 1980 года в Североморске. Похоронен в Москве на Кунцевском кладбище.

## Награды
- Герой Советского Союза (25.05.1976)
- орден Ленина (1976)
- орден Трудового Красного Знамени (1974)
- два ордена Красной Звезды (1963, 1968)
- Медаль «За боевые заслуги» (1953)
- Медаль Нахимова (1944)
- Медаль «За оборону Ленинграда» (1944)
- ряд других медалей СССР
- Медаль «20-я годовщина Революционных Вооруженных сил Кубы» (Куба)

## Семья
Отец: Падорин Иван Петрович (1895 - 1980, Ленинград), сов., хоз. работник. Из крестьян Церковнической волости Холмогорского уезда Архангельской губернии, участник Гражданской войны, узник концентрационного лагеря на острове Мудьюг. С 1923 – народный комиссар лесной промышленности Карельской АССР, в годы Великой Отечественной войны – заместитель командира строительного «батальона на Дороге жизни»; с 1946 – работник лесной промышленности. Награждён орденом Ленина.
Мать: Падорина Антонина Ивановна (1902 - 1968, Ленинград), домохозяйка.
Жена: Падорина Любовь Михайловна (р. 1926, Ленинград), инженер, окончила ЛИКИ (Ленинградский институт киноинженеров), проживает в г. Москва.
Дочь: Падорина Ольга Юрьевна (р. 1953, Ленинград), лингвист, переводчик, кандидат филологических наук,  окончила МГУ, проживает в г. Москва.
Внучка: Стромова Мария Алексеевна (р. 1978, Москва), тележурналист, переводчик, окончила МГУ, проживает в г. Москва.

## Память
- Именем Героя названа улица в Североморске, на одном из её домов установлена мемориальная доска[4]
- Большой автономный траулер (БАТ) «Адмирал Падорин» (в эксплуатации с 1982 года).
- Памятная стела с портретом Героя установлена у здания школы № 3 города Пудож (Карелия) в 2017 году[5].
- Портрет Ю. И. Падорина установлен в Петрозаводске в Галерее Героев Советского Союза — уроженцев Карелии.